# Willemijn Cnossen
Willemijn Cnossen (6 juli 1995) is een Nederlands oud-langebaanschaatsster en schaatscoach bij Team FrySk. 
Cnossen maakte deel uit van Jong Oranje. In 2016 startte Cnossen op de Wereld Universiteitskampioenschappen schaatsen 2016, waar ze een bronzen medaille haalde op de 3000 meter. In 2016 en 2017 startte ze op de NK allround. Haar laatste seizoen schaatste ze bij het Gewest Fryslân en eindigde ze op het NK allround als twaalfde.
In 2018 stopte Cnossen om bij Team FrySk trainster te worden naast Siep Hoekstra.

## Records

### Persoonlijke records[4]
| Afstand    | Tijd    | Datum             | Baan       |
| ---------- | ------- | ----------------- | ---------- |
| 500 meter  | 41,04   | 7 november 2016   | Heerenveen |
| 1000 meter | 1.21,35 | 6 november 2016   | Heerenveen |
| 1500 meter | 2.04,12 | 21 januari 2017   | Heerenveen |
| 3000 meter | 4.23,34 | 28 september 2013 | Inzell     |
| 5000 meter | 7.37,19 | 2 maart 2014      | Enschede   |